# منقذة (إب)

تعديل مصدري - تعديل

منقذة هي إحدى قرى عزلة جبل معود بمديرية إب التابعة لمحافظة إب، بلغ تعداد سكانها 604 نسمة حسب تعداد اليمن لعام 2004.